# 天秤座RX
天秤座RX，又名BD+32 2066，HD 92620、SAO 62206、HR 4184，是天秤座的一颗恒星，视星等为6.02，位于銀經195.85，銀緯61.59，其B1900.0坐标为赤經10h 36m 35.2s，赤緯+32° 61.59′ 13″。